# Liste des chansons de Kiss

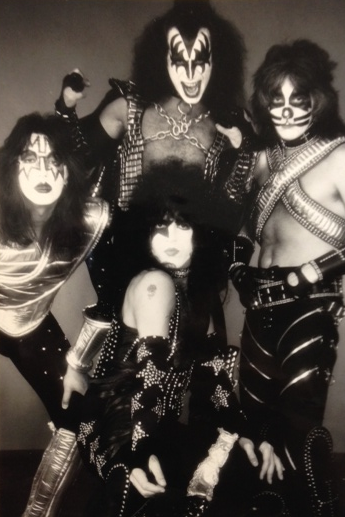
Groupe de rock Kiss en 1977.

Une chanson de Kiss est une chanson interprétée et enregistrée par le groupe de heavy metal américain Kiss depuis sa création en 1973 et officialisée par une publication.
En quarante ans d'existence, Kiss a produit vingt albums et un grand nombre de compilations. Ses membres ont ainsi composé près de 250 chansons.
Voici la liste détaillée des chansons de Kiss. La liste est présentée ici en ordre alphabétique, avec l'année de la parution des chansons, l'album sur lequel elles sont parues initialement, et leur(s) auteur(s) et interprète(s).
- Haut – A
- B
- C
- D
- E
- F
- G
- H
- I
- J
- K
- L
- M
- N
- O
- P
- Q
- R
- S
- T
- U
- V
- W
- X
- Y
- Z
- 0-9

## 0-9
| Titre               | Année | Parution | Auteur(s)                   | Interprète(s) |
| ------------------- | ----- | -------- | --------------------------- | ------------- |
| 100.000 Years       | 1974  | Kiss     | Stanley, Simmons            | Paul Stanley  |
| 2,000 Man (reprise) | 1979  | Dynasty  | Mick Jagger, Keith Richards | Ace Frehley   |

## A
| Titre                           | Année | Parution               | Auteur(s)                         | Interprète(s) |
| ------------------------------- | ----- | ---------------------- | --------------------------------- | ------------- |
| A Million To One                | 1983  | Lick It Up             | Vincent, Stanley                  | Paul Stanley  |
| A World Without Heroes          | 1981  | Music from "The Elder" | Stanley, Ezrin, Simmons, Lou Reed | Gene Simmons  |
| All American Man                | 1977  | Alive II               | Stanley, Sean Delaney             | Paul Stanley  |
| All For The Glory               | 2009  | Sonic Boom             | Stanley, Simmons                  | Eric Singer   |
| All for the Love of Rock & Roll | 2012  | Monster                | Paul Stanley                      | Eric Singer   |
| All Hell's Breakin' Loose       | 1983  | Lick It Up             | Vincent, Stanley                  | Paul Stanley  |
| All The Way                     | 1974  | Hotter Than Hell       | Gene Simmons                      | Gene Simmons  |
| Almost Human                    | 1977  | Love Gun               | Gene Simmons                      | Gene Simmons  |
| And On The 8th Day              | 1983  | Lick It Up             | Vincent, Simmons                  | Gene Simmons  |
| Any Way You Slice It            | 1984  | Asylum                 | Simmons, Howard Rice              | Gene Simmons  |
| Any Way You Want It (reprise)   | 1977  | Alive II               | Dave Clark                        | Paul Stanley  |
| Anything For My Baby            | 1975  | Dressed to Kill        | Paul Stanley                      | Paul Stanley  |

## B
| Titre                 | Année | Parution           | Auteur(s)                        | Interprète(s) |
| --------------------- | ----- | ------------------ | -------------------------------- | ------------- |
| Baby Driver           | 1976  | Rock And Roll Over | Peter Criss, Stan Penridge       | Peter Criss   |
| Back to the Stone Age | 2012  | Monster            | Stanley, Thayer, Simmons, Singer | Gene Simmons  |
| Bang Bang You         | 1987  | Crazy Nights       | Paul Stanley                     | Paul Stanley  |
| Beth                  | 1975  | Destroyer          | Peter Criss                      | Peter Criss   |
| Betrayed              | 1989  | Hot in the Shade   | Simmons, Thayer                  | Gene Simmons  |
| Black Diamond         | 1974  | Kiss               | Paul Stanley                     | Peter Criss   |
| Boomerang             | 1989  | Hot in the Shade   | Simmons, Kulick                  | Gene Simmons  |
| Burn Bitch Burn       | 1984  | Animalize          | Gene Simmons                     | Gene Simmons  |

## C
| Titre                 | Année | Parution               | Auteur(s)               | Interprète(s)  |
| --------------------- | ----- | ---------------------- | ----------------------- | -------------- |
| C'mon and Love Me     | 1975  | Dressed to Kill        | Paul Stanley            | Paul Stanley   |
| Cadillac Dreams       | 1989  | Hot in the Shade       | Simmons, Vini Poncia    | Gene Simmons   |
| Calling Dr. Love      | 1976  | Rock And Roll Over     | Gene Simmons            | Gene Simmons   |
| Carr Jam 1981         | 1992  | Revenge                | Eric Carr               | (instrumental) |
| Charisma              | 1979  | Dynasty                | Simmons, Howard Marks   | Gene Simmons   |
| Chilhood's End        | 1996  | Carnival of Souls      | Simmons, Thayer, Kulick | Gene Simmons   |
| Christeen Sixteen     | 1977  | Love Gun               | Gene Simmons            | Gene Simmons   |
| Cold Gin              | 1974  | Kiss                   | Ace Frehley             | Gene Simmons   |
| Comin'Home            | 1974  | Hotter Than Hell       | Stanley, Frehley        | Paul Stanley   |
| Crazy Crazy Nights    | 1987  | Crazy Nights           | Mitchell, Stanley       | Paul Stanley   |
| Creature Of The Night | 1982  | Creatures of the Night | Stanley, Mitchell       | Paul Stanley   |

## D
| Titre                    | Année | Parution      | Auteur(s)                    | Interprète(s) |
| ------------------------ | ----- | ------------- | ---------------------------- | ------------- |
| Dance All Over Your Face | 1983  | Lick It Up    | Gene Simmons                 | Gene Simmons  |
| Detroit Rock City        | 1975  | Destroyer     | Stanley, Ezrin               | Paul Stanley  |
| Dirty Livin'             | 1979  | Dynasty       | Criss, Vini Poncia, Penridge | Peter Criss   |
| Domino                   | 1992  | Revenge       | Gene Simmons                 | Gene Simmons  |
| Dreamin                  | 1997  | Psycho Circus | Stanley, Kulick              | Paul Stanley  |

## E
| Titre                    | Année | Parution               | Auteur(s)            | Interprète(s)  |
| ------------------------ | ----- | ---------------------- | -------------------- | -------------- |
| Easy As It Seems         | 1980  | Unmasked               | Vini Poncia, Stanley | Paul Stanley   |
| Eat Your Heart Out       | 2012  | Monster                | Gene Simmons         | Gene Simmons   |
| Escape From The Island   | 1981  | Music from "The Elder" | Ezrin, Frehley, Carr | (instrumental) |
| Every Time I Look At You | 1992  | Revenge                | Ezrin, Stanley       | Paul Stanley   |
| Exciter                  | 1983  | Lick It Up             | Vincent, Stanley     | Paul Stanley   |

## F
| Titre             | Année | Parution               | Auteur(s)                  | Interprète(s)  |
| ----------------- | ----- | ---------------------- | -------------------------- | -------------- |
| Fanfare           | 1981  | Music from "The Elder" | Ezrin, Stanley             | (instrumental) |
| Firehouse         | 1974  | Kiss                   | Paul Stanley               | Paul Stanley   |
| Fits Like A Glove | 1983  | Lick It Up             | Gene Simmons               | Gene Simmons   |
| Flaming Youth     | 1975  | Destroyer              | Paul Stanley               | Paul Stanley   |
| Forever           | 1989  | Hot in the Shade       | Stanley, Mickael Bolton    | Paul Stanley   |
| Freak             | 2012  | Monster                | Paul Stanley, Tommy Thayer | Paul Stanley   |

## G
| Titre                            | Année | Parution         | Auteur(s)                        | Interprète(s)              |
| -------------------------------- | ----- | ---------------- | -------------------------------- | -------------------------- |
| Get All You Can take             | 1984  | Animalize        | Mitch Weissman, Stanley          | Paul Stanley               |
| Gimme More                       | 1983  | Lick It Up       | Vincent, Stanley                 | Paul Stanley               |
| Getaway                          | 1975  | Dressed To Kill  | Ace Frehley                      | Peter Criss                |
| God Gave Rock 'n' Roll to You II | 1992  | Revenge          | Stanley, Simmons, Ezrin, Ballard | Stanley, Simmons, ric Carr |
| God Of Thunder                   | 1975  | Destroyer        | Paul Stanley                     | Gene Simmons               |
| Goin' Blind                      | 1974  | Hotter Than Hell | Simmons, Stephen Coronel         | Gene Simmons               |
| Good Girl Gone Bad               | 1987  | Crazy Nights     | Simmons, Sigerson, Diggins       | Gene Simmons               |
| Got Love For sale                | 1977  | Love Gun         | Gene Simmons                     | Gene Simmons               |
| Got To Choose                    | 1974  | Hotter Than Hell | Paul Stanley                     | Paul Stanley               |
| Great Expectation                | 1975  | Destroyer        | Gene Simmons                     | Gene Simmons               |

## H
| Titre              | Année | Parution           | Auteur(s)                      | Interprète(s) |
| ------------------ | ----- | ------------------ | ------------------------------ | ------------- |
| Hard Luck Woman    | 1976  | Rock And Roll Over | Paul Stanley                   | Peter Criss   |
| Hard Times         | 1979  | Dynasty            | Ace Frehley                    | Ace Frehley   |
| Hate               | 1996  | Carnival of Souls  | Simmons, Kulick, Scott Van Zen | Gene Simmons  |
| Hell or Hallelujah | 2012  | Monster            | Paul Stanley                   | Paul Stanley  |
| Hell or High Water | 1987  | Crazy Nights       | Simmons, Kulick                | Gene Simmons  |
| Heart of Chrome    | 1992  | Revenge            | Stanley, Ezrin, Vincent        | Paul Stanley  |
| Heaven's on Fire   | 1984  | Animalize          | Stanley, Desmond Child         | Paul Stanley  |
| Hide Your Heart    | 1989  | Hot in the Shade   | Stanley, Holly Knight, Child   | Paul Stanley  |
| Hooligan           | 1977  | Love Gun           | Stan Penridge, Peter Criss     | Peter Criss   |
| Hot And Cold       | 2009  | Sonic Boom         | Gene Simmons                   | Gene Simmons  |
| Hotter Than Hell   | 1974  | Hotter Than Hell   | Paul Stanley                   | Paul Stanley  |

## I
| Titre                                           | Année | Parution               | Auteur(s)                           | Interprète(s)    |
| ----------------------------------------------- | ----- | ---------------------- | ----------------------------------- | ---------------- |
| I                                               | 1981  | Music from "The Elder" | Simmons, Ezrin                      | Simmons, Stanley |
| I'll Fight Hell To Hold You                     | 1987  | Crazy Nights           | Mitchell, Stanley                   | Paul Stanley     |
| I'm Alive                                       | 1984  | Asylum                 | Stanley, Kulick, Desmond Child      | Paul Stanley     |
| I'm An Animal                                   | 2009  | Sonic Boom             | Stanley, Simmons, Thayer            | Gene Simmons     |
| I've Had Enough (Into The Fire)                 | 1984  | Animalize              | Stanley, Desmond Child              | Paul Stanley     |
| I Confess                                       | 1996  | Carnival of Souls      | Simmons, Ken Tamplin                | Gene Simmons     |
| I Finally Found My Way                          | 1997  | Psycho Circus          | Stanley, Ezrin                      | Peter Criss      |
| I Just Wanna                                    | 1992  | Revenge                | Stanley, Vincent                    | Paul Stanley     |
| I Love It Loud                                  | 1982  | Creatures of the Night | Vincent, Simmons                    | Gene Simmons     |
| I Pledge Allegiance to the State of Rock & Roll | 1997  | Psycho Circus          | Stanley, Curtis Cuomo, Holly Knight | Paul Stanley     |
| I Still Love You                                | 1982  | Creatures of the Night | Vincent, Stanley                    | Paul Stanley     |
| I Stole Your Love                               | 1977  | Love Gun               | Paul Stanley                        | Paul Stanley     |
| I Walk Alone                                    | 1996  | Carnival of Souls      | Simmons, Kulick                     | Bruce Kulick     |
| I Want You                                      | 1976  | Rock And Roll Over     | Paul Stanley                        | Paul Stanley     |
| I Was Made for Lovin' You                       | 1979  | Dynasty                | Stanley, Vini Poncia, Child         | Paul Stanley     |
| I Will Be Here                                  | 1996  | Carnival of Souls      | Stanley, Curtis Cuomo, Kulick       | Paul Stanley     |
| In My Head                                      | 1996  | Carnival of Souls      | Simmons, Jaime St. James            | Gene Simmons     |
| In The Mirror                                   | 1996  | Carnival of Souls      | Stanley, Curtis Cuomo, Kulick       | Paul Stanley     |
| In Your Face                                    | 1997  | Psycho Circus          | Gene Simmons                        | Gene Simmons     |
| Into The Void                                   | 1997  | Psycho Circus          | Frehley, Karkl Cochran              | Ace Frehley      |
| Is That You ?                                   | 1980  | Unmasked               | Gérad Mc Mahon                      | Paul Stanley     |
| It Never Goes Away                              | 1996  | Carnival of Souls      | Stanley, Kulick, Curtis Cuomo       | Paul Stanley     |

## J
| Titre                    | Année | Parution               | Auteur(s)                     | Interprète(s) |
| ------------------------ | ----- | ---------------------- | ----------------------------- | ------------- |
| Journey Of 100.000 Years | 1997  | Psycho Circus          | Gene Simmons                  | Gene Simmons  |
| Jungle                   | 1996  | Carnival of Souls      | Stanley, Kulick, Curtis Cuomo | Paul Stanley  |
| Just A Boy               | 1981  | Music from "The Elder" | Stanley, Ezrin                | Paul Stanley  |

## K
| Titre                        | Année | Parution               | Auteur(s)                       | Interprète(s)           |
| ---------------------------- | ----- | ---------------------- | ------------------------------- | ----------------------- |
| Keep Me Comin'               | 1982  | Creatures of the Night | Stanley, Mitchell               | Paul Stanley            |
| Killer                       | 1982  | Creatures of the Night | Vincent, Simmons                | Gene Simmons            |
| King Of Hearts               | 1989  | Hot in the Shade       | Vini Poncia, Stanley            | Paul Stanley            |
| King Of The Mountain         | 1984  | Asylum                 | Stanley, Desmond Child, Kulick  | Paul Stanley            |
| King Of The Night Time World | 1975  | Destroyer              | Stanley, Ezrin, Fowley, Anthony | Paul Stanley            |
| Kissin' Time (en) (reprise)  | 1974  | Kiss                   | Kal Mann, Bernic Lowe           | Stanley, Simmons, Criss |

## L
| Titre                      | Année | Parution           | Auteur(s)                        | Interprète(s)  |
| -------------------------- | ----- | ------------------ | -------------------------------- | -------------- |
| Ladies In Waiting          | 1975  | Dressed To Kill    | Gene Simmons                     | Gene Simmons   |
| Ladies Room                | 1976  | Rock And Roll Over | Gene Simmons                     | Gene Simmons   |
| Larger Than Life           | 1977  | Alive II           | Gene Simmons                     | Gene Simmons   |
| Last Chance                | 2012  | Monster            | Stanley, Thayer, Simmons         | Paul Stanley   |
| Let Me Go, Rock 'n' Roll   | 1974  | Hotter Than Hell   | Stanley, Simmons                 | Gene Simmons   |
| Let Me Know                | 1974  | Kiss               | Paul Stanley                     | Paul Stanley   |
| Let's Put the 'X' in Sex   | 1988  | Smashes, Thrashes  | Stanley, Desmond Child           | Paul Stanley   |
| Lick It Up                 | 1983  | Lick It Up         | Stanley, Vincent                 | Paul Stanley   |
| Little Ceasar              | 1989  | Hot in the Shade   | Mitchell, Stanley, Carr          | Carr           |
| Lonely Is The Hunter       | 1984  | Animalize          | Gene Simmons                     | Gene Simmons   |
| Long Way Down              | 2012  | Monster            | Paul Stanley, Tommy Thayer       | Paul Stanley   |
| Love's A Deadly Weapon     | 1984  | Asylum             | Stanley, Simmons, Swenson, Beech | Gene Simmons   |
| Love's A Slape In The Face | 1989  | Hot in the Shade   | Vini Poncia, Simmons             | Gene Simmons   |
| Love Em And Leave Em       | 1976  | Rock And Roll Over | Gene Simmons                     | Gene Simmons   |
| Love Gun                   | 1977  | Love Gun           | Paul Stanley                     | Paul Stanley   |
| Love Her All I Can         | 1975  | Dressed To Kill    | Paul Stanley                     | Paul Stanley   |
| Love Theme From Kiss       | 1974  | Kiss               | Stanley, Simmons, Frehley, Criss | (instrumental) |

## M
| Titre                | Année | Parution               | Auteur(s)                           | Interprète(s) |
| -------------------- | ----- | ---------------------- | ----------------------------------- | ------------- |
| Magic Touch          | 1979  | Dynasty                | Paul Stanley                        | Paul Stanley  |
| Mainline             | 1974  | Hotter Than Hell       | Paul Stanley                        | Peter Criss   |
| Makin' love          | 1976  | Rock And Roll Over     | Paul Stanley                        | Paul Stanley  |
| Master And Slave     | 1996  | Carnival of Souls      | Stanley, Kulick, Curtis Cuomo       | Paul Stanley  |
| Mr. Blackwell        | 1981  | Music from "The Elder" | Lou Reed, Simmons                   | Gene Simmons  |
| Mr. Speed            | 1976  | Rock And Roll Over     | Paul Stanley                        | Paul Stanley  |
| Modern Day Delilah   | 2009  | Sonic Boom             | Paul Stanley                        | Paul Stanley  |
| Murder In High Heels | 1984  | Animalize              | Mitch Weissman, Simmons             | Gene Simmons  |
| My Way               | 1987  | Crazy Nights           | Stanley, Desmond Child, Turgon (en) | Paul Stanley  |

## N
| Titre                | Année | Parution     | Auteur(s)                                           | Interprète(s)  |
| -------------------- | ----- | ------------ | --------------------------------------------------- | -------------- |
| Naked City           | 1980  | Unmasked     | Vini Poncia, Gene Simmons, Peppi Castro, Bob Kulick | Gene Simmons   |
| Never Enough         | 2009  | Sonic Boom   | Stanley, Thayer                                     | Paul Stanley   |
| No, No, No           | 1987  | Crazy Nights | Carr, Kulick, Simmons                               | Gene Simmons   |
| Not For the Innocent | 1983  | Lick It Up   | Vincent, Simmons                                    | Gene Simmons   |
| Nothin' to Lose      | 1974  | Kiss         | Gene Simmons                                        | Simmons, Criss |

## O
| Titre            | Année | Parution               | Auteur(s)        | Interprète(s) |
| ---------------- | ----- | ---------------------- | ---------------- | ------------- |
| Odyssey          | 1981  | Music from "The Elder" | Tony Power       | Paul Stanley  |
| Only You         | 1981  | Music from "The Elder" | Stanley, Simmons | Gene Simmons  |
| Outta This World | 2012  | Monster                | Tommy Thayer     | Tommy Thayer  |

## P
| Titre             | Année | Parution         | Auteur(s)             | Interprète(s) |
| ----------------- | ----- | ---------------- | --------------------- | ------------- |
| Paralysed         | 1992  | Revenge          | Simmons, Ezrin        | Gene Simmons  |
| Parasite          | 1974  | Hotter Than Hell | Ace Frehley           | Gene Simmons  |
| Plaster Caster    | 1977  | Love Gun         | Gene Simmons          | Gene Simmons  |
| Prisonier Of Love | 1989  | Hot in the Shade | Kulick, Simmons       | Gene Simmons  |
| Psycho Circus     | 1997  | Psycho circus    | Stanley, Curtis Cuomo | Paul Stanley  |

## R
| Titre                  | Année | Parution               | Auteur(s)                     | Interprète(s) |
| ---------------------- | ----- | ---------------------- | ----------------------------- | ------------- |
| Radar For Love         | 1984  | Asylum                 | Stanley, Desmond Child        | Paul Stanley  |
| Rain                   | 1996  | Carnival of Souls      | Simmons, Kulick, Curtis Cuomo | Gene Simmons  |
| Raise Your Glases      | 1997  | Psycho Circus          | Holly Knight, Stanley         | Paul Stanley  |
| Read My Body           | 1989  | Hot in the Shade       | Bob Halligan Jr., Stanley     | Paul Stanley  |
| Reason to Live         | 1987  | Crazy Nights           | Desmond Child, Stanley        | Paul Stanley  |
| Right Here Right Now   | 2012  | Monster (bonus iTunes) | Paul Stanley                  | Paul Stanley  |
| Rise to It             | 1989  | Hot in the Shade       | Bob Halligan Jr., Stanley     | Paul Stanley  |
| Rock and Roll All Nite | 1975  | Dressed to Kill        | Gene Simmons                  | Gene Simmons  |
| Rock And Roll Hell     | 1982  | Creatures of the Night | Jim Vallance, Adams, Simmons  | Gene Simmons  |
| Rock Bottom            | 1975  | Dressed To Kill        | Paul Stanley                  | Paul Stanley  |
| Rocket Ride            | 1977  | Alive II               | Frehley, Sean Delaney         | Ace Frehley   |
| Rockin' in the U.S.A.  | 1977  | Alive II               | Gene Simmons                  | Gene Simmons  |
| Room Service           | 1975  | Drssed to Kill         | Paul Stanley                  | Paul Stanley  |
| Russian Roulette       | 2009  | Sonic Boom             | Stanley, Simmons              | Gene Simmons  |

## S
| Titre                             | Année | Parution               | Auteur(s)                       | Interprète(s)    |
| --------------------------------- | ----- | ---------------------- | ------------------------------- | ---------------- |
| Saint And Sinner                  | 1982  | Creatures of the Night | Simmons, Japp                   | Gene Simmons     |
| Save Your Love                    | 1979  | Dynasty                | Ace Frehley                     | Ace Frehley      |
| Say Yeah                          | 2009  | Sonic Boom             | Paul Stanley                    | Paul Stanley     |
| Scretly Cruel                     | 1984  | Asylum                 | Gene Simmons                    | Gene Simmons     |
| Seduction On The Innocent         | 1996  | Carnival of Souls      | Scott Van Zen, Simmons          | Gene Simmons     |
| See You In Your Dreams            | 1976  | Rock And Roll Over     | Gene Simmons                    | Gene Simmons     |
| See You Tonight                   | 1995  | Kiss Unplugged         | Gene Simmons                    | Gene Simmons     |
| Shandi                            | 1980  | Unmasked               | Vini Poncia                     | Paul Stanley     |
| She                               | 1975  | Dressed To Kill        | Stanley, Simmons                | Gene Simmons     |
| She's So European                 | 1980  | Unmasked               | Vini Poncia, Simmons            | Gene Simmons     |
| Shock Me                          | 1977  | Love Gun               | Ace Frehley                     | Ace Frehley      |
| Shout It Out Loud                 | 1975  | Dressed To Kill        | Stanley, Simmons                | Stanley, Simmons |
| Shout Mercy                       | 2012  | Monster                | Paul Stanley, Tommy Thayer      | Paul Stanley     |
| Silver Spoon                      | 1989  | Hot in the Shade       | Vini Poncia, Stanley            | Stanley, Simmons |
| Somewhere Between Heaven And Hell | 1989  | Hot in the Shade       | Vini Poncia, Simmons            | Gene Simmons     |
| Spit                              | 1992  | Revenge                | Scott Van Zen, Simmons, Stanley | Stanley, Simmons |
| Stand                             | 2009  | Sonic Boom             | Stanley, Simmons                | Stanley, Simmons |
| Strange Ways                      | 1974  | Hotter Than Hell       | Ace Frehley                     | Peter Criss      |
| Strutter                          | 1974  | Kiss                   | Stanley, Simmons                | Paul Stanley     |
| Sure Know Something               | 1979  | Dynasty                | Stanley, Vini Poncia            | Paul Stanley     |
| Sweet Pain                        | 1975  | Destroyer              | Gene Simmons                    | Gene Simmons     |

## T
| Titre                                        | Année | Parution               | Auteur(s)                            | Interprète(s)    |
| -------------------------------------------- | ----- | ---------------------- | ------------------------------------ | ---------------- |
| Take It Off                                  | 1992  | Revenge                | Kane Roberts, Ezrin, Stanley         | Paul Stanley     |
| Take Me                                      | 1976  | Rock And Roll Over     | Sean Delaney, Stanley                | Paul Stanley     |
| Take Me Down Below                           | 2012  | Monster                | Stanley, Thayer, Simmons             | Stanley, Simmons |
| Talk To Me                                   | 1980  | Unmasked               | Ace Frehley                          | Ace Frehley      |
| Tears Are Falling                            | 1984  | Asylum                 | Paul Stanley                         | Paul Stanley     |
| The Devil Is Me                              | 2012  | Monster                | Stanley, Thayer, Simmons             | Gene Simmons     |
| The Oath                                     | 1981  | Music from "The Elder" | Tony Power, Ezrin, Stanley           | Paul Stanley     |
| The Street Giveth And The Street Taketh Away | 1989  | Hot in the Shade       | Simmons, Thayer                      | Gene Simmons     |
| Then She Kissed Me (reprise)                 | 1977  | Love Gun               | Jeff Barry, Ellie Greenwich, Spector | Paul Stanley     |
| Thief In The Night                           | 1987  | Crazy Nights           | Simmons, Mitch Weissman              | Gene Simmons     |
| Thou Shalt Not                               | 1992  | Revenge                | Jesse Damon, Simmons                 | Gene Simmons     |
| Tough Love                                   | 1992  | Revenge                | Stanley, Ezrin, Kulick               | Paul Stanley     |
| Thrills In The Night                         | 1984  | Animalize              | Stanley, Jean Beauvoir               | Paul Stanley     |
| Tomorrow                                     | 1980  | Unmasked               | Vini Poncia, Stanley                 | Paul Stanley     |
| Tomorrow And Tonight                         | 1977  | Love Gun               | Paul Stanley                         | Paul Stanley     |
| Torpedo Girl                                 | 1980  | Unmasked               | Vini Poncia, Frehley                 | Ace Frehley      |
| Trial by Fire                                | 1984  | Asylum                 | Simmons, Kulick                      | Gene Simmons     |
| Turn On The Night                            | 1987  | Crazy Nights           | Dianne Warren, Stanley               | Paul Stanley     |
| Two Sides On The Coin                        | 1980  | Unmasked               | Ace Frehley                          | Ace Frehley      |
| Two Timer                                    | 1975  | Dressed To Kill        | Gene Simmons                         | Gene Simmons     |

## U
| Titre          | Année | Parution               | Auteur(s)                     | Interprète(s) |
| -------------- | ----- | ---------------------- | ----------------------------- | ------------- |
| Uh! All Night  | 1984  | Asylum                 | Stanley, Jean Beauvoir, Child | Paul Stanley  |
| Unholy         | 1992  | Revenge                | Vincent, Simmons              | Gene Simmons  |
| Under The Gun  | 1984  | Animalize              | Stanley, Desmond Child, Carr  | Paul Stanley  |
| Under The Rose | 1981  | Music from "The Elder" | Simmons, Carr                 | Gene Simmons  |

## W
| Titre                          | Année | Parution               | Auteur(s)                     | Interprète(s) |
| ------------------------------ | ----- | ---------------------- | ----------------------------- | ------------- |
| Wall of Sound                  | 2012  | Monster                | Stanley, Thayer, Simmons      | Gene Simmons  |
| War Machine                    | 1982  | Creatures of the Night | Simmons, Adams, Vallance      | Gene Simmons  |
| Watchin' You                   | 1974  | Hotter Than Hell       | Gene Simmons                  | Gene Simmons  |
| We Are One                     | 1997  | Psycho Circus          | Gene Simmons                  | Gene Simmons  |
| What Makes The World Go 'Round | 1980  | Unmasked               | Vini Poncia, Stanley          | Paul Stanley  |
| When Lightin Strikes           | 2009  | Sonic Boom             | Stanley, Thayer               | Paul Stanley  |
| When Your Walls Come Down      | 1987  | Crazy Nights           | Mitchell, Stanley, Kulick     | Paul Stanley  |
| While The City Sleeps          | 1984  | Animalize              | Simmons, Mitch Weissman       | Gene Simmons  |
| Who Wants To be Lonely         | 1985  | Asylum                 | Stanley, Child, Jean Beauvoir | Paul Stanley  |
| Within                         | 1997  | Psycho Circus          | Gene Simmons                  | Gene Simmons  |

## X
| Titre      | Année | Parution | Auteur(s)    | Interprète(s) |
| ---------- | ----- | -------- | ------------ | ------------- |
| X-Ray Eyes | 1979  | Dynasty  | Gene Simmons | Gene Simmons  |

## Y
| Titre                         | Année | Parution          | Auteur(s)                    | Interprète(s)                    |
| ----------------------------- | ----- | ----------------- | ---------------------------- | -------------------------------- |
| Yes I Know (Nobody's Perfect) | 2009  | Sonic Boom        | Gene Simmons                 | Gene Simmons                     |
| You’re All That I Want        | 1980  | Unmasked          | Vini Poncia, Simmons         | Gene Simmons                     |
| You Love Me To Hate You       | 1989  | Hot in the Shade  | Desmond Child, Stanley       | Paul Stanley                     |
| (You Make Me) Rock Hard       | 1988  | Smashes, Thrashes | Stanley, Child, Diane Warren | Paul Stanley                     |
| You Wanted The Best           | 1997  | Psycho Circus     | Gene Simmons                 | Simmons, Stanley, Criss, Frehley |
| Young And Wasted              | 1983  | Lick It Up        | Vincent, Simmons             | Gene Simmons                     |